# Пекельний бункер: Чорне Сонце
«Пекельний бункер: Чорне Сонце» (англ. Outpost: Black Sun) — британський фантастичний фільм 2012 року.

## Сюжет
Наукові розробки зі створення безсмертних солдат, які велися німцями під час Другої світової війни, не минули марно. Уже в наші дні бійці НАТО стикаються з батальйоном зомбі-солдатів нацистської Німеччини з числа штурмовиків. Протистояти повстанцям мерцям практично неможливо, але ще більш складне завдання стоїть перед героями фільму — знайти і знищити джерело цієї армії, що загрожує світу Четвертим Рейхом.